# Юридическое столетие
Юридическое столетие (юридический век; англ. legal century) — научное определение, введённое в оборот профессором Мэйтлендом в конце XIX века.
В истории Западной цивилизации различают два юридических столетия: XII и XIX век.

## Двенадцатый век
В XII веке в Европе набрали большую популярность и стали распространяться университеты, берущие своё начало от первого университета в мире — Болонского, основанного Ирнерием в XII веке и ставившего цель изучение римского права по Дигестам или Пандектам, составленным ещё в VI веке комиссией Трибониана по поручению императора Юстиниана Первого Великого.
Вскоре по данному образцу стало модным изучение права и данная методика стала быстро распространяться в Западной Европе в XIII веке. Право стало объектом изучения в университетах, стали появляться юридические сочинения, исследовавшие правовую материю под тем или иным ракурсом, появилась профессия юриста, кроме того, стали появляться учебники по праву, появились учёные степени, в том числе и по праву, юридическая профессия стала развиваться и на практике. Все эти факты, не имевшие ранее ни количественных, ни качественных аналогов, дают основание назвать 13 век (первым) юридическим веком в истории западной цивилизации.

## Девятнадцатый век
Второй юридический век — XIX век. Основной центр «научного взрыва» находился в Европе, несколько позднее с середины XIX века к нему «подключилась» Россия, а к концу XIX века — и США.
Среди юридических научных школ в Европе XIX века, таких как английская, французская, итальянская, особая заслуга, давшая мощный толчок развитию, принадлежит немецкой юридической школе.
Именно историческая школа права, родившаяся из кодификационного спора между Тибо и Савиньи, дала тот мощный импульс, который и позволяет назвать 19 столетие юридическим веком.
Появление и усиление интереса к истории, в том числе к истории права, начиная с Римской эпохи, поставило прежде всего германскую юридическую науку XIX века на абсолютно новый научный уровень. Важнейшим фундаментом для этого был поиск в формировании национального государства в тогдашней Европе, которое искало свой континуитет (в том числе и юридический) в глубине веков. Школа, предвестником которой были Густав Гуго и Эйхгорн, а основоположником Савиньи, дала не просто мощные научные имена, но и целый поток научной юридической литературы, аналога которой не было в предыдущие века. Началась популяризация юридических знаний и науки в таком масштабе, которого не было в Европе с эпохи первого юридического века — с XIII века. Появление работ таких учёных как Эйхгорн, Савиньи, Пухта, братьев Гримм (известных всему миру своими сказками, хотя и являющихся основоположниками нового течения в праве германистике, в отличие от романистики, Безелера, Дернбурга, Барона, Вангерова, Виндшейда, наконец Иеринга (основоположника социологической школы права), Левина Голдшмидта, Отто Гирке, Зома и многих других дало мощнейший толчок к развитию юриспруденции.
Для Великобритании юридический век дал немало имён, среди которых особо следует выделить Мейтленда, Генри Мэна (историка, социолога и антрополога права) и русско-английского учёного Павла Виноградова.

## Юридическое столетие в отдельных странах

### Россия
Россия «приняла участие» в Юридическом столетии не с самого начала, а несколько позднее, с середины XIX века. Во многом данная заслуга принадлежит Сперанскому, открывшему научный юридический мир стран Западной Европы для российской юридической науки. Отправка нескольких групп молодых русских студентов для совершенствования юридического образования в Берлин, к Савиньи, позволяет говорить о том, что именно Савиньи можно с основанием считать родоначальником российской науки романистики. Возвращаясь обратно, в Россию, молодые люди, владевшие не только научным материалом, но и иностранным языком, становились профессорами и возглавляли кафедры в российских университетах, преподавая юриспруденцию следующим поколениям в контексте европейской юридической науки. В России стали появляться книги молодых русских профессоров, на русском языке, но на европейском уровне, так как многие ссылки в данных работах были сделаны на европейские, прежде всего немецкие, французские и английские источники. Научные командировки за границу стали обычным делом, наконец либеральные реформы, коснувшиеся и университетов, осуществлённые при Александре Втором открыли ещё больше возможностей для изучения и преподавания права в соответствии с европейскими стандартами.
Если при графе Сперанском началась так называемая первая волна заграничных поездок, то в последней четверти XIX века началась вторая волна заграничных командировок российских студентов, преимущественно, также как и в первую волну, в Германию, в связи с чем, в Германии, в Берлине, был создан Русский институт римского права при Берлинском университете, просуществовавший правда недолго с 1887 по 1896 годы. В Германии того времени шла подготовка Германского Гражданского Уложения (см. соответствующую статью), русская молодежь могла своими глазами слушать лекции таких корифеев германской юридической науки как Виндшейд, Зом, Иеринг и ряд других крупнейших правоведов своего времени. В качестве примера можно привести русского юриста и председателя Первой Государственной Думы России Муромцева, слушавшего лекции у Рудольфа Иеринга и обогатившего русскую юридическую мысль своего времени социологией права и социологическим подходом в юридической науке.
Уголовное, гражданское и особенно международное право преподавалось в последней трети XIX века в России не только на уровне ведущих европейских университетов того времени, но и даже занимало одни из ведущих позиций в международном масштабе. Достаточно назвать, в качестве примера учебник по международному праву Ф.Ф. Мартенса, переводившегося на многие иностранные языки.
В целом, можно сказать, что в период со второй половины XIX века вплоть до 1917 года XX века была создана мощная научная школа юриспруденции в России. Среди наиболее выдающихся юристов России, рождённых юридическим столетием, следует назвать: Н. И. Крылова, С. И. Баршева, Я. И. Баршева, С. В. Пахмана, К. П. Победоносцева, В. П. Безобразова, Б. Н. Чичерина, И. Е. Андреевского, В. И. Сергеевича, Н. Л. Дювернуа, И. С. Бердникова, А. Д. Градовского, Н. П. Боголепова, Л. А. Комаровского, Н. С. Суворова, А. Я. Антоновича, С. А. Бершадского, А. И. Загоровского, Ю. С. Гамбарова, С. А. Муромцева, А. П. Лопухина, П. Г. Виноградова, Д. Д. Гримма, А. И. Каминку, Е. В. Васьковского, Г. С. Фельдштейна, Ф. Ф. Кокошкина, Н. Н. Алексеева, М. М. Агаркова, И. А. Ильина, В. Э. Грабаря, В. А. Уляницкого, Ф. Ф. Мартенса, Д. И. Каченовского, М. Н. Капустина, Н. М. Коркунова, Н. П. Иванова, И.А.Покровского, М. И. Бруна, Т. М. Яблочкова, А. Н. Макарова, Н. А. Мандельштама, барона М. А. Таубе (историка и юриста-международника), Г. Ф. Шершеневича.
Не было более такого времени, которое за жизнь одного поколения породило бы такое количество «самородков», оставивших свои непревзойдённые по охвату и глубине исследования, произведения для будущих поколений учёных.
Кроме того, юридическая профессия как теория так и практика стала популяризироваться и приобретать широкий характер. Если веком ранее, профессия юриста была скорей экзотикой, да и университет был только московский (университет в Санкт-Петербурге работал нерегулярно), то начиная с начала XIX века, когда были открыты новые университеты Казанский, Харьковский, Дерптский (Юрьевский), затем заново воссоздан Санкт-Петербургский, чуть позже открыты университеты в Киеве, и Императорское училище правоведения в Петербурге, благодаря пожертвованию промышленника Павла Демидова в Ярославле было основано Ярославское Демидовское высших наук училище (впоследствии именовавшееся Демидовским юридическим лицеем), лицей князя Безбородко в Нежине, наконец на основе Ришельевского лицея основанного ещё в 1816 году, в середине XIX века был открыт Новороссийский университет (в Одессе). Профессия юриста стала набирать популярность. Также Даже Царскосельский лицей включал в свою программу преподавание права.
Многие молодые люди, по окончании учебы ездили за границу (преимущественно в Германию, так как влияние исторической школы права было велико) в научные командировки, а приезжая оттуда начинали преподавать в российских университетах. Именно в это время стала зарождаться собственная российская юридическая элита, имевшая как российское так и зарубежное юридическое образование.
Среди российской научной юридической интеллигенции того времени было нормой знание нескольких иностранных языков. На русском языке стали появляться фундаментальные исследования по разным отраслям права, нисколько не уступавшие своим аналогам за рубежом, а нередко даже превосходившие их своим глубоким исследованием. Наконец, ряд работ российских учёных-юристов котировались столь высоко, что их переводили на иностранные языки, для ознакомления иностранных юристов.
Именно в XIX в российском юридическом столетии после Великих реформ Александра II, впервые за всю историю в России появилась профессия присяжных поверенных, которая за не многим менее 60 лет (до октября 1917 года) дала столько громких имен (Спасович, Плевако, Сергеевич, Карабчевский, Грузенберг, Хартулари, Андреевский, Пассовер и др.) сколько не было за все годы советского периода. Стали проводиться судебные процессы с участием присяжных, выносившие много раз решения не в пользу властей.
Сами присяжные поверенные объединялись в свои корпорации (например объединение московских присяжных поверенных и т.д.), отличительной чертой принадлежности к такому объединению был специальный значок, который носили присяжные поверенные на груди.
В Москве и Петербурге стали создаваться научные юридические общества. Выходили специальные юридические печатные издания посвященные конкретной отрасли права, так и общим вопросам. В 1880 году принцем Ольденбургским было создано Русское Общество Международного Права, а летом 1875 года в стенах московского университета впервые прошел Первый съезд русских юристов.
За менее чем 100 лет (до октября 1917 года) российская юридическая наука и практика совершила резкий скачок вперед, став не только на один уровень с ведущими юридическими школами Запада, но во многом их опередив.
После октября 1917 года, «осколки» русского юридического столетия были созданы в эмиграции в Праге (Русский юридический факультет в Праге) и в Китае в Харбине (Русский юридический факультет в Харбине) с целью сохранения и продолжения традиций русской дореволюционной юридической науки.

### США
В США юридическая научная мысль оформилась сравнительно поздно по сравнению с европейской, однако она успела захватить эпоху Юридического Столетия, хотя в его самом конце.
Юридическое образование в начальный период истории США можно было получить не только в очень малочисленных университетах того времени, но даже и дома. Само обучение строилось по английскому образцу и было очень практичным, лишь в последней четверти XIX века, в США начинают появляться свои собственные юридические монографии, имеющие объектом исследования не решение того или иного судебного прецедента, а занимающиеся вопросами теории и истории права, философии права, социологии права и так далее. В какой то мере можно сказать, что Юридическое столетие для США было не столько в XIX веке, сколько в XX веке, давшее много известных учёных, внёсших весомый вклад в развитие правовой науки США. В качестве примера можно привести имена учёных Бермана, Фридмена, Вигмора и других, принадлежащих, правда, уже не к XIX, а к XX столетию.